# Abraxas exquisita
Abraxas exquisita är en fjärilsart som beskrevs av Rayner 1919. Abraxas exquisita ingår i släktet Abraxas och familjen mätare. Inga underarter finns listade i Catalogue of Life.